# Chartreská škola

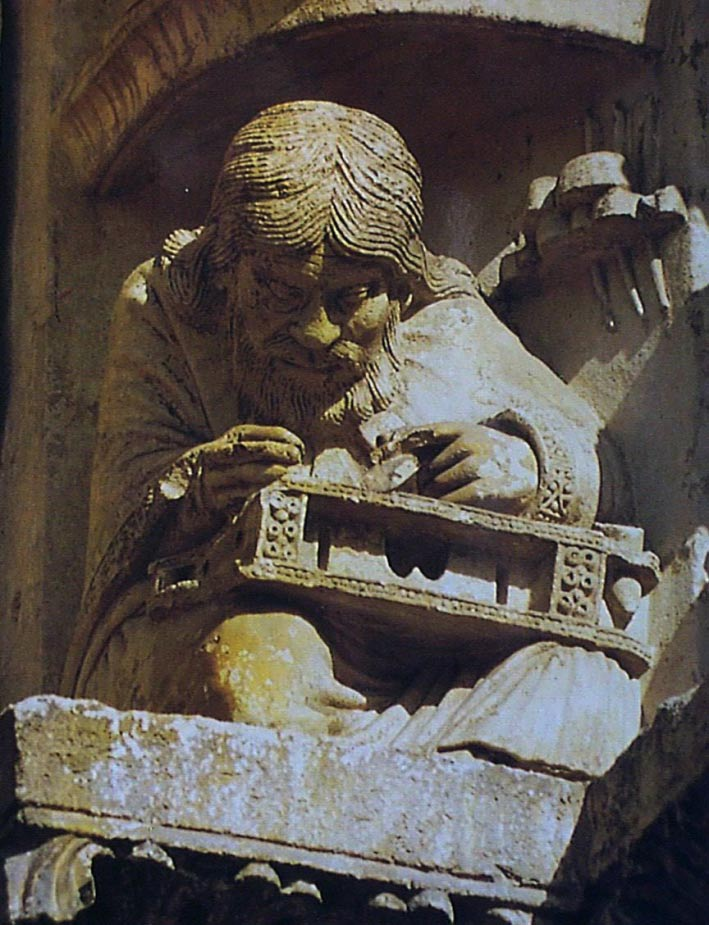
Pythagoras, socha na katedrále v Chartres

Škola v Chartres [šártr] anebo chartreská škola byla jednou z nejvýznamnějších škol středověké filosofie 11. a 12. století. Navázala na katedrální školu, která je v Chartres doložena od 6. století. Na přelomu 10. a 11. století ji však znovu založil Fulbert ze Chartres (960–1028), který se zasloužil o vybudování knihovny pro studium sedmi svobodných umění. Počátkem 12. století se rektorem školy stal Bernard z Chartres, jehož znalost a příklon k platonismu daly škole nový směr. Koncem 12. století malou školu v Chartres zastínila vznikající škola při klášteře sv. Viktora i univerzita v Paříži. V 19. století se k chartreské škole začali počítat i další teologové a učenci, kteří si byli názorově blízcí, míra jejich působení v Chartres je však předmětem sporů.

## Charakteristika
Katedrální škola vyučovala tradiční program sedmi svobodných umění (septem artes liberales), ovšem na vysoké úrovni. Věnovala velkou pozornost latinským filosofům i básníkům (Ciceronovi, Horatiovi, Vergiliovi, Ovidiovi). Ve své vrcholné době byla střediskem novoplatonismu a protože z Platóna byl tehdy dostupný pouze dialog Timaios, věnovala se i matematice a otázkám po původu a povaze světa. To odpovídalo druhé, vyšší části svobodných umění (quadrivium), která v Chartres dominovala. Mezi studovanými autory byli například Eukleidés, Pythagoras, Klaudios Ptolemaios, Calcidius nebo Galén.

## Osobnosti
- Fulbert ze Chartres
- Berengar z Tours
- Bernard z Chartres
- Thierry z Chartres
- Gilbert de la Porée
- Jan ze Salisbury
- Vilém z Conches
- Bernard Silvestris